# محمد في الدين البهائي
يوقر البهائيون محمد كأحد الأنبياء أو "تجليات الله"، لكنهم يعتبرون تعاليمه (مثل تعاليم عيسى وموسى) قد تم تجاوزها بتعاليم بهاء الله، مؤسس الديانة البهائية.

## نظرة عامة
يؤمن البهائيون بأن محمد كان نبيًا من الله، وأن القرآن هو كلام الله. تعاليم البهائيين "تؤكد أن الإسلام هو دين صحيح أُوحي به من الله"; وبالتالي، يمكن لأتباع الدين أن يوافقوا تمامًا على كلمات الشهادة التقليدية. يعتبر محمد من أهم رسل الله في "التجلي المستقل" لله. علاوة على ذلك، يؤمن البهائيون بأن الباب، وهو شخصية مركزية في الديانة البهائية، كان من نسل محمد من خلال الإمام الحسين، الذي تم التنبؤ بمجيئه من قبل محمد. كتب عبد البهاء، ابن وأمين بهاء الله، أن "حضرة النبي محمد قد عقد عهداً بشأن حضرة الباب وكان الباب هو الذي وعد به محمد، لأن محمد بشر بمجيئه."
في الكتابات البهائية، يُعرف محمد بالألقاب "رسول الله"، و"خاتم الأنبياء" و"نجم الحق". كتب عبد البهاء عن محمد، قائلاً إنه بفضل مساعدة الله، كان قادرًا على توحيد قبائل شبه الجزيرة العربية "إلى حد أن ألف قبيلة تم دمجها في قبيلة واحدة". كتب عبد البهاء ذلك رغم حقيقة أن محمد كان رجلاً أميا وُلد في ثقافة قاسية ووحشية. ومع ذلك، كان مسؤولاً عن إنتاج "كتاب فيه، بأسلوب كامل وبلاغي، شرح الصفات الإلهية والكمالات، ونبوة رسل الله، والقوانين الإلهية، وبعض الحقائق العلمية."
في الديانة البهائية، يُعتبر محمد من فئة "الأنبياء المستقلين" – أي أولئك الأنبياء "الذين يتبعهم الناس" و"يؤسسون دينًا جديدًا ويصنعون رجالًا جددًا". كما "يغيرون الأخلاقيات العامة، ويروّجون لعادات وقوانين جديدة، [ويجددون الدورة والشريعة]." إلى جانب محمد، يُصنف إبراهيم، موسى، عيسى، الباب وبهاء الله ضمن "الأنبياء المستقلين". يعترف الدين بوحدة جميع أنبياء الله. وبالتالي، يُعتقد أن إبراهيم وموسى وعيسى ومحمد والباب وبهاء الله قد أعلنوا نفس الرسالة في أوقات مختلفة. فقط بسبب "الاختلاف في مقامهم ورسالتهم" فإن "كلماتهم وتصريحاتهم" قد "تبدو متباينة ومختلفة". مثل جميع أنبياء الله، يؤمن البهائيون أن محمد كان بلا خطيئة. نظرًا لقداستهم، يُعتقد أن هؤلاء الأنبياء طاهرون من الخطايا وطهروا من العيوب. في رد على الآية 2 من سورة الفتح من القرآن: ﴿لِيَغْفِرَ لَكَ اللَّهُ مَا تَقَدَّمَ مِنْ ذَنْبِكَ وَمَا تَأَخَّرَ وَيُتِمَّ نِعْمَتَهُ عَلَيْكَ وَيَهْدِيَكَ صِرَاطًا مُسْتَقِيمًا ۝٢﴾ [الفتح:2] والتي تشير إلى محمد وتذكر أن الله يغفر له خطاياه الماضية والمستقبلية، يصرح عبد البهاء أن هذا الخطاب "في الواقع لجميع الناس" وهو فقط "يبدو موجهًا إلى محمد".
تعلم الديانة البهائية أن محمد كان رجلاً من أجل السلام. وفي الحالات التي حارب فيها، فعل ذلك فقط من أجل الدفاع عن نفسه وأتباعه من قبائل العرب الوثنيين المعادية الذين كانوا يعيشون في شبه الجزيرة العربية في زمانه. وأكد عبد البهاء أن "محمد لم يحارب ضد المسيحيين".

## الحديث
علّم عبد البهاء أن بعض القصص عن تعاليم وأفعال وأقوال محمد كما وصفتها بعض الأحاديث التي اعتبرها سلبية كانت مختلقة بسبب "التعصب" و"الجهل" أو "العداوة". وقال أن معظم الذين رووا هذه القصص كانوا إما أعضاء في "رجال الدين" أو "معادين" أو "مسلمين جاهلين كرروا تقاليد لا أساس لها عن محمد كانوا يعتقدون عن جهل أنها مدح له". وبالتالي، يقول: "بعض المسلمين الجهلة جعلوا تعدد زوجاته محور مدحهم له".
بينما تجاهل بعض الأحاديث عن محمد باعتبارها مختلقات ومبالغات لا أساس لها، قبل عبد البهاء صحة بعض الأحاديث الأخرى. على سبيل المثال، تقاليد عن معاملة محمد الودية مع مسيحيي نجران الذين يُقال أن محمد أعلن: "إذا انتهك أحد حقوقهم، فأنا شخصياً سأكون عدوه، وفي حضرة الله سأقدم دعوى ضده." وفقاً للاعتقاد البهائي، في ذلك الوقت كان المسلمون والمسيحيون يعيشون في تناغم مع بعضهم البعض، لكن "بعد فترة معينة"، بسبب "تجاوزات كل من المسلمين والمسيحيين، نشأ الكراهية والعداوة بينهم."

## خاتم الأنبياء
على عكس المسلمين، لا يعتقد البهائيون أن محمد هو آخر رسول من الله، بل يعرّفون الإسخاتولوجيا والنهاية بأنها إشارات مجازية للتغيرات في العصور أو المراحل البشرية ولكن تقدم هداية الله مستمر. على الرغم من أن، على غرار الإسلام، يتم تخصيص لقب خاتم الأنبياء لمحمد، فإن البهائيين يفسرونه بشكل مختلف. يؤمنون أن مصطلح خاتم الأنبياء ينطبق على حقبة معينة، وأن كل نبي هو "خاتم" حقبته الخاصة. وبالتالي، في المعنى الذي يتحد فيه جميع أنبياء الله في نفس "قضية الله"، لديهم نفس الرسالة الأساسية، و"يعيشون جميعًا في نفس الخيمة، يطيرون في نفس السماء، جالسين على نفس العرش، ينطقون بنفس الخطاب، ويعلنون نفس الإيمان"، يمكنهم جميعًا الادعاء بأنهم "عودة لجميع الأنبياء". بنفس الطريقة، بما أن لديهم جميعًا "مهمة محددة بشكل معين، ووحي مقدر، وحدود خاصة"، فيمكنهم جميعًا الادعاء بأنهم "خاتم الأنبياء" في حقبتهم الخاصة. وفقًا لهذا الفهم، لا يوجد سبب يمنع نبي آخر من اتباع رسالة تكون "خاتمًا" لحقبته الخاصة.
استشهد بهاء الله بالآية 64 من سورة المائدة في القرآن:﴿وَقَالَتِ الْيَهُودُ يَدُ اللَّهِ مَغْلُولَةٌ غُلَّتْ أَيْدِيهِمْ وَلُعِنُوا بِمَا قَالُوا بَلْ يَدَاهُ مَبْسُوطَتَانِ يُنْفِقُ كَيْفَ يَشَاءُ وَلَيَزِيدَنَّ كَثِيرًا مِنْهُمْ مَا أُنْزِلَ إِلَيْكَ مِنْ رَبِّكَ طُغْيَانًا وَكُفْرًا وَأَلْقَيْنَا بَيْنَهُمُ الْعَدَاوَةَ وَالْبَغْضَاءَ إِلَى يَوْمِ الْقِيَامَةِ كُلَّمَا أَوْقَدُوا نَارًا لِلْحَرْبِ أَطْفَأَهَا اللَّهُ وَيَسْعَوْنَ فِي الْأَرْضِ فَسَادًا وَاللَّهُ لَا يُحِبُّ الْمُفْسِدِينَ ۝٦٤﴾ [المائدة:64].
يُرى محمد باعتباره نهاية الدورة الآدمية، المعروفة أيضًا باسم الدورة النبوية، والتي يُقال أنها بدأت منذ حوالي 6000 عام، بينما يُعتبر الباب وبهاء الله بدء الدورة البهائية، أو دورة الإتمام، التي ستستمر على الأقل خمسمائة ألف سنة مع ظهور العديد من تجليات الله طوال تلك الفترة. في الواقع، ذكر علي، أمير المؤمنين، قائلاً: "لقد أكمل الله نظام التحذير وتقديم الأدلة به (محمد) وتوقف عن الجدل وتقديم البرهان على مكانة أصدقائه الذين يمتلكون السلطة الإلهية بين مخلوقاته." ، في كتاب الإيقان، يربط بهاء الله مباشرة بين قرآن 33:40، حول خاتم الأنبياء، و33:44، حول وعد "التحقق من حضور الإلهي" في يوم القيامة، الذي يفسره على أنه اللقاء مع تجلي الله. يتم تفسير يوم القيامة على أنه يوم ظهور القائم أو المهدي.

## الباب ومحمد
في رسالة كتبها الباب إلى الملا الشيخ علي الترشيزي، يقول:
أول من بايعني كان محمد، نبي الله، ثم علي، ثم الذين كانوا شهودًا بعده [أي الأئمة الأحد عشر التاليين]، ثم أبواب الهداية، ثم الذين منحهم الله مثل نعمة الأنبياء والأولياء والشهداء والذين آمنوا بالله وآياته.